# 宮島服務區
宮島SA（平假名：みやじまサービスエリア）位於廣島縣廿日市市的山陽自動車道之服務區。

## 連接道路
- 山陽自動車道

### 智能IC
- 甘日市市道

## 歷史
- 1987年2月26日 - 山陽自動車道五日市IC至廿日市JCT之間開通，此服務區也同時啟用。
- 2008年3月2日 - 開始試用智能IC。

## 服務區設施
- 上行線（廣島、岡山、四國、大阪方向）
  - 停車場
    - 小型車：90台
    - 大型車：45台

  - 廁所
    - 男士 大型4（和式1、西式3）、小型9
    - 女士 19（和式8、西式11）
    - 輪椅人士專用 1

  - 油站（ENEOS，24小時）
  - 餐廳（7:00-22:00）
  - 小食販賣（24小時）
  - 商店（24小時）
  - 自動售賣機
  - 手提電話充電站（24小時）
  - 傳真服務（平日：9:00-17:00，假日：9:00-18:00）
  - 公路資訊
  - 智能IC（6:00-22:00，只限短於6米的車輛）
- 下行線（岩國、山口、宇部、九州方向）
  - 停車場
    - 小型車：120台
    - 大型車：47台

  - 廁所
    - 男士 大型4（和式1、西式3）、小型9
    - 女士 19（和式8、西式11）
    - 輪椅人士專用 1

  - 油站（ENEOS，24小時）
  - 餐廳（7:00-22:00）
  - 小食販賣（24小時）
  - 商店（24小時）
  - 麵包店（7:00-20:00）
  - 星巴克咖啡廳（7:00-21:00）
  - 智能IC（6:00-22:00，只限短於6米的車輛）

## 鄰近設施
山陽自動車道
(31)五日市IC - (31-1)宮島SA/SIC - (32)廿日市JCT - (32-2)大野IC

## 相關項目
- 日本服務區與休息區一覽

## 外部連結
- 西日本高速道路株式會社（页面存档备份，存于）（日語）